# Даймондвілл (Вайомінг)
Даймондвілл (англ. Diamondville) — місто (англ. town) в США, в окрузі Лінкольн штату Вайомінг. Населення — 520 осіб (2020).

## Географія
Даймондвілл розташований за координатами 41°46′41″ пн. ш. 110°32′9″ зх. д. / 41.77806° пн. ш. 110.53583° зх. д. (41.778025, -110.535871).  За даними Бюро перепису населення США в 2010 році місто мало площу 3,03 км², з яких 3,02 км² — суходіл та 0,01 км² — водойми.

## Демографія
Згідно з переписом 2010 року, у місті мешкало 737 осіб у 320 домогосподарствах у складі 203 родин. Густота населення становила 243 особи/км².  Було 363 помешкання (120/км²).
Расовий склад населення:
| - 93,4 % — білих - 0,7 % — корінних американців - 0,4 % — азіатів - 0,3 % — вихідців з тихоокеанських островів - 0,1 % — чорних або афроамериканців - 2,8 % — осіб інших рас |

До двох чи більше рас належало 2,3 %. Частка іспаномовних становила 9,1 % від усіх жителів.
За віковим діапазоном населення розподілялося таким чином: 21,0 % — особи молодші 18 років, 64,5 % — особи у віці 18—64 років, 14,5 % — особи у віці 65 років та старші. Медіана віку мешканця становила 42,5 року. На 100 осіб жіночої статі у місті припадало 98,1 чоловіків;  на 100 жінок у віці від 18 років та старших — 99,3 чоловіків також старших 18 років.
Середній дохід на одне домашнє господарство  становив 76 292 долари США (медіана — 70 069), а середній дохід на одну сім'ю — 98 110 доларів (медіана — 95 179). За межею бідності перебувало 6,1 % осіб, у тому числі 0,0 % дітей у віці до 18 років та 8,6 % осіб у віці 65 років та старших.
Цивільне працевлаштоване населення становило 324 особи. Основні галузі зайнятості: сільське господарство, лісництво, риболовля — 23,1 %, транспорт — 16,7 %, освіта, охорона здоров'я та соціальна допомога — 13,3 %, мистецтво, розваги та відпочинок — 11,1 %.
За даними перепису 2000 року,
на території муніципалітету мешкало 716 людей, було 304 садиб та 199 сімей.
Густота населення становила 211,0 осіб/км². Було 322 житлових будинків.
З 304 садиб у 28,0% проживали діти до 18 років, подружніх пар, що мешкали разом, було 53,0 %,
садиб, у яких господиня не мала чоловіка — 8,2 %, садиб без сім'ї — 34,5 %.
Власники 31,6 % садиб мали вік, що перевищував 65 років, а в 14,1 % садиб принаймні одна людина була старшою за 65 років.
Кількість людей у середньому на садибу становила 2,36, а в середньому на родину 2,93.
Середній річний дохід на садибу становив 39 333 доларів США, а на родину — 48 000 доларів США.
Чоловіки мали дохід 45 694 доларів, жінки — 26 250 доларів.
Дохід на душу населення був 21 696 доларів.
Приблизно 10,6 % родин та 12,5 % населення жили за межею бідності.
Серед них осіб до 18 років було 16,1 %, і понад 65 років — 5,0 %.
Середній вік населення становив 40 років.